# 가마쿠라부
가마쿠라 부(일본어: 鎌倉府 가마쿠라후[*])란, 남북조 시대부터 무로마치 시대에 걸쳐 무로마치 막부가 간토 지방을 통치하기 위해 설치한 관청이다.
고다이고 천황이 친정복귀의 일환으로 간토 통치를 목적으로 태자 나리요시 친왕에게 명을 내려 가마쿠라에 파견한 것이 기원이다. 어린 친왕을 대신해 실권은 아시카가 다다요시가 장악했다. 이로써 무로마치 막부가 간토에 가마쿠라 부라는 기관을 설치하게 되었다. 간노의 소란이 발생하자, 아시카가 다카우지는 차남 아시카가 모토우지를 가마쿠라에 파견한 이후, 모토우지의 자손들이 가마쿠라 부의 장관인 가마쿠라 구보(鎌倉公方)가 되었고, 우에스기 가문은 간토칸레이(関東管領)가 되어 대대로 가마쿠라 구보를 보좌했다.
제후국으로는 간토 8주와 이즈, 가이에서 1392년에는 무쓰, 데와가 추가되었다. 가마쿠라 구보 아시카가 가문과 간토칸레이 우에스기 가문은 점차 대립을 하기 시작했고, 1439년 에이쿄의 난이 일어나자, 간토칸레이 우에스기 노리자네가 쇼군 아시카가 요시노리측에 가담하여 가마쿠라 구보 아시카가 모치우지와 대립한다. 결국 제4대 가마쿠라 구보 아시카가 모치우지는 전투에 패해 전사하였고, 이로써 가마쿠라 부의 수장의 자리는 한동안 공석이 되었가, 모치우지의 아들 아시카가 시게우지가 가마쿠라 구보의 자리에 오르지만, 교토쿠의 난으로 우에스기 가문과 이마가와 가문에 쫓겨 고가에 터를 잡게된다. 이를 대신해 쇼군 아시카가 요시마사의 동생 아시카가 마사토모가 파견되어 갔지만, 호족들의 저항에 막혀 간토에 들어가지 못하고 이즈에 터를 잡게 된다. 이리하여 사실상 가마쿠라 부는 소멸되었다. 이로써 고가 어소를 거처으로 삼은 아시카가 시게우지는 고가 구보로 불렸고, 호리고에 어소를 거처로 삼은 아시카가 마사토모는 호리고에 구보로 불리게된다.

## 같이 보기
- 가마쿠라 구보
- 고가 구보
- 호리고에 구보
- 간토칸레